# Вашингтон (округ, Висконсин)
Округ Вашингтон (англ. Washington County) располагается в США, штате Висконсин. По состоянию на 2010 год, численность населения составляла 131 887 человек. Получил своё название по имени первого президента США Джорджа Вашингтона.

## География
По данным Бюро переписи США, общая площадь округа равняется 1 129 км², из которых 1 116 км² суша и 13 км² или 1,2 % это водоемы.

### Соседние округа
- Фон-дю-Лак (Висконсин) — северо-запад
- Шебойган (Висконсин) — северо-восток
- Озоки (Висконсин) — восток
- Милуоки (Висконсин) — юго-восток
- Уокешо (Висконсин) — юг
- Додж (Висконсин) — запад

## Демография
По данным переписи населения 2000 года в округе проживает 117 493 жителей в составе 43 842 домашних хозяйств и 32 749 семей. Плотность населения составляет 273 человек на км². На территории округа насчитывается 45 808 жилых строений, при плотности застройки 106 строений на км². Расовый состав населения: белые — 97,69 %, афроамериканцы — 0,40 %, коренные американцы (индейцы) — 0,25 %, азиаты — 0,57 %, гавайцы — 0,03 %, представители других рас — 0,40 %, представители двух или более рас — 0,58 %. 59,9 % населения округа имеют немецкое происхождение, 6,3 % — польское, 5,5 % — ирландское. Англоязычные составляют 95,5 % населения, германоязычные — 2,0 %, испаноязычные составляли 1,70 % населения.
В составе 36,40 % из общего числа домашних хозяйств проживают дети в возрасте до 18 лет, 64,20 % домашних хозяйств представляют собой супружеские пары проживающие вместе, 7,20 % домашних хозяйств представляют собой одиноких женщин без супруга, 25,30 % домашних хозяйств не имеют отношения к семьям, 20,30 % домашних хозяйств состоят из одного человека, 7,60 % домашних хозяйств состоят из престарелых (65 лет и старше), проживающих в одиночестве. Средний размер домашнего хозяйства составляет 2,65 человека, и средний размер семьи 3,08 человека.
Возрастной состав округа: 26,70 % моложе 18 лет, 7,20 % от 18 до 24, 31,50 % от 25 до 44, 23,40 % от 45 до 64 и 11,20 % от 65 и старше. Средний возраст жителя округа 37 лет. На каждые 100 женщин приходится 99,50 мужчин. На каждые 100 женщин старше 18 лет приходится 97,00 мужчин.